# Alt Duvenstedt
Alt Duvenstedt település Németországban, Schleswig-Holstein tartományban. Lakosainak száma 1894 fő (2023. december 31.).

## Népesség
A település népességének változása:
| Lakosok száma | 1345 | 1919 | 1902 | 1870 | 1889 | 1894 |
|               | 1975 | 2017 | 2019 | 2021 | 2022 | 2023 |